# Prinzip vom Argument
Das Prinzip vom Argument ist ein Satz aus der Funktionentheorie, der die mit Vielfachheiten gezählten Polstellen und {\displaystyle w}-Stellen einer meromorphen Funktion durch ein Integral ausdrückt.

## Aussage
Sei {\displaystyle \Omega \subseteq \mathbb {C} } offen und zusammenhängend.
Sei {\displaystyle f\colon \Omega \rightarrow {\overline {\mathbb {C} }}} eine meromorphe Funktion, sodass {\displaystyle f\neq 0}. Sei {\displaystyle w\in \mathbb {C} }, {\displaystyle N=\{z\in \Omega \mid f(z)=w\}} die Menge der {\displaystyle w}-Stellen und {\displaystyle P=\{z\in \Omega \mid f(z)=\infty \}} die Menge der Polstellen von {\displaystyle f}.
Seien {\displaystyle n\in \mathbb {N} ^{N}} und {\displaystyle m\in \mathbb {N} ^{P}} die jeweiligen Vielfachheiten.
Sei {\displaystyle \gamma } ein in {\displaystyle \Omega } gelegener nullhomologer Zyklus, sodass {\displaystyle \forall z\in N\cup P:z\notin \mathrm {Bild} (\gamma )} gilt.
Dann folgt
{\displaystyle {\frac {1}{2\pi i}}\int _{\gamma }{\frac {f'(z)}{f(z)-w}}\mathrm {d} z=\sum _{z\in N}{\operatorname {ind} _{\gamma }(z)n(z)}-\sum _{z\in P}{\operatorname {ind} _{\gamma }(z)m(z)}},
wobei {\displaystyle \operatorname {ind} _{\gamma }(z)} die Umlaufzahl des Zyklus {\displaystyle \gamma } um {\displaystyle z} bezeichnet.

## Bemerkungen
Das Prinzip vom Argument ist eine einfache Folge aus dem Residuensatz. Als Anwendung lässt sich beispielsweise der Satz von Rouché herleiten.